# Myrosmodes rhynchocarpum
Myrosmodes rhynchocarpum är en orkidéart som först beskrevs av Rudolf Schlechter, och fick sitt nu gällande namn av Leslie Andrew Garay. Myrosmodes rhynchocarpum ingår i släktet Myrosmodes och familjen orkidéer. Inga underarter finns listade i Catalogue of Life.